# Betnijah Laney
Betnijah Laney (ur. 29 października 1993 w Clayton) – amerykańska koszykarka występująca na pozycjach rzucającej lub niskiej skrzydłowej, obecnie zawodniczka Elicur Ramla, a w okresie letnim New York Liberty, w WNBA.
W 2011 wystąpiła w meczu gwiazd amerykańskich szkół średnich, McDonald’s All-American.
24 czerwca 2020 została zawodniczką Atlanty Dream.
2 lutego 2021 zawarła umowę z New York Liberty.

## Osiągnięcia
Stan na 15 lipca 2021, na podstawie, o ile nie zaznaczono inaczej.

### NCAA
- Uczestniczka rozgrywek:
  - II rundy turnieju NCAA (2015)
  - turnieju NCAA (2012, 2015)
- Mistrzyni turnieju WNIT (2014)
- Zaliczona do:
  - I składu:
    - Big 10 (2015)
    - najlepszych pierwszorocznych zawodniczek Big East (2012)
    - Big 10 Sportsmanship Team (2015)

  - II składu AAC (2014)
  - składu honorable mention All-American (2015 przez Associated Press)

### WNBA
- Największy Postęp WNBA (2020)[6]
- Zaliczona do I składu defensywnego WNBA (2020)[7]
- Uczestniczka meczu gwiazd – kadra USA vs gwiazdy WNBA (2021)[8]

### Drużynowe
- Wicemistrzyni Australii (WNBL – 2016)

### Reprezentacja
- Mistrzyni:
  - świata U–17 (2010)
  - Mistrzyni Ameryki U–16 (2009)